# Anhydrid kyseliny malonové
Anhydrid kyseliny malonové, též oxetan-2,4-dion je organická sloučenina se vzorcem CH2(CO)2O.
Poprvé byl připraven roku 1988 ozonolýzou diketenu, bylo též popsáno několik jeho derivátů, například 3,3-dimethyl-oxetan-2,4-dion.